# William John Huggins

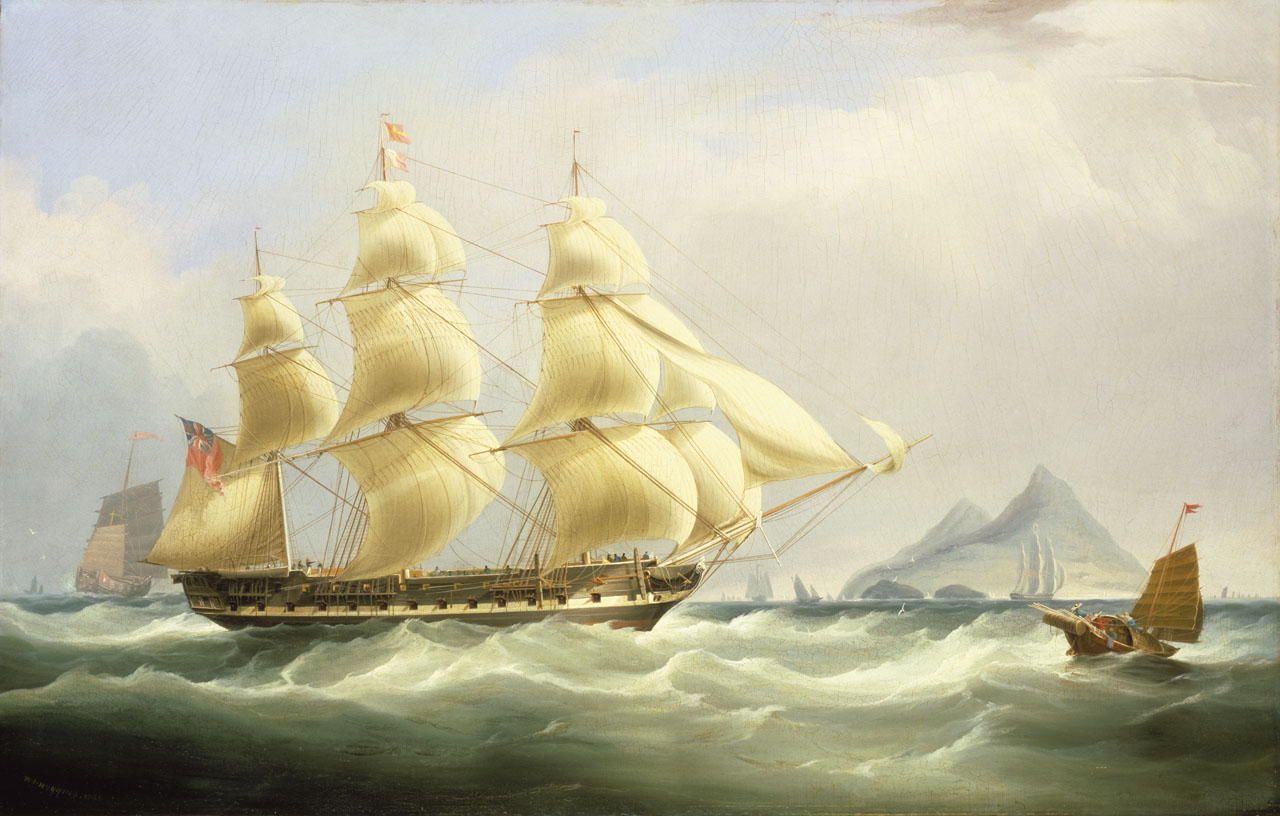
The East Indiaman 'Asia

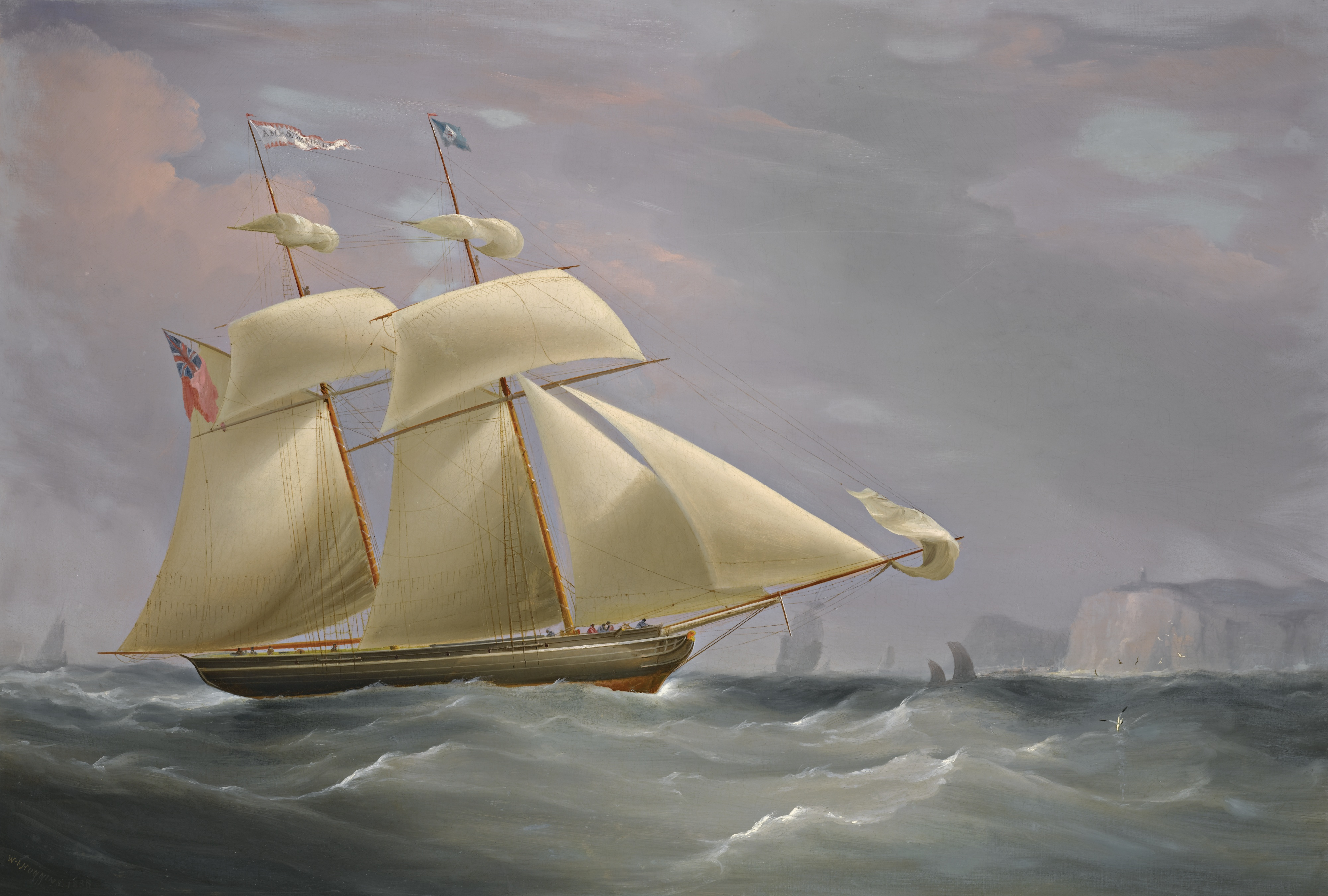
The topsail schooner Amy Stockdale off Dover

William John Huggins, né en 1781, mort le 19 mai 1845 à Londres dans la Leadenhall Street, est un peintre de marine britannique. Il fut peintre de cour sous George IV et peintre de marine officiel de Guillaume IV.

## Biographie
De sa jeunesse, on sait peu de choses. Il devient marin pour la Compagnie britannique des Indes orientales. Il peint beaucoup les navires de la compagnie, surtout des commandes pour armateurs et marins. Il peint les côtes de Chine, d'Inde et d'Afrique australe, les chantiers navals et scènes de combats. Son travail est précis et soigné et nombre de ses tableaux sont transposés en lithographie. En 1814, il se fixe à Londres et se fait remarquer par la cour d'Angleterre et en 1834, il devient peintre de marine officiel de Guillaume IV.

## Expositions
À partir de 1817, et jusqu'à sa mort, il expose de temps en temps à la Royal Academy. À compter de 1825, il expose également épisodiquement à la British Institution.

## Œuvres
Sa réalisation la plus importante est la peinture de trois tableaux pour Guillaume IV ayant pour thème La Bataille de Trafalgar.. On peut citer aussi les quelques tableaux suivant.
- The topsail schooner Amy Stockdale off Dover.
- The East Indiaman Asia.
- The gallant encounter between HMS Boadicea and two french warships Dugay-Trouin and Guerrière on 31st August 1803.
- The Royal George on her return from Ireland.